# Eleição municipal do Rio de Janeiro em 2024
A eleição municipal da cidade do Rio de Janeiro em 2024 ocorreu no dia 6 de outubro, em turno único, com o objetivo de eleger um prefeito, um vice-prefeito e 51 vereadores responsáveis pela administração da cidade no mandato que se iniciou em 1° de janeiro de 2025 e com término em 31 de dezembro de 2028. O candidato à reeleição Eduardo Paes (PSD), eleito em 2020 pelo DEM, foi reeleito em primeiro turno, com mais de 60% dos votos, tendo como principais oponentes o deputado federal Alexandre Ramagem (PL) e o também deputado federal Tarcísio Motta (PSOL).

## Calendário eleitoral
| Início        | Fim           | Atividades | Status    |
| ------------- | ------------- | --- | --------- |
| 7 de março    | 5 de abril    | Janela partidária para vereadores trocarem de partido visando concorrer às eleições sem perder o mandato. | Realizado |
| 6 de abril    | 6 de abril    | Data-limite para todas as legendas e federações partidárias obterem o registro dos estatutos no TSE e para todos os candidatos terem domicílio eleitoral na circunscrição em que desejam disputar as eleições com a filiação deferida pelo partido. | Realizado |
| 15 de maio    | 15 de maio    | Início da campanha de arrecadação prévia de recursos na modalidade de financiamento coletivo para pré-candidatos, sem realização de pedidos de voto e obedecendo a regras relativas à propaganda eleitoral na Internet.                             | Realizado |
| 20 de julho   | 5 de agosto   | Realização de convenções partidárias para deliberar sobre coligações e escolher candidatos às prefeituras e aos cargos de vereador. Os partidos têm até 15 de agosto para registrar os nomes na Justiça Eleitoral.                                  | Realizado |
| 16 de agosto  | 16 de agosto  | Início das campanhas eleitorais de forma igualitária, podendo qualquer publicidade ou manifestação com pedido explícito de voto antes da data ser considerada irregular e multada.                                                                  | Realizado |
| 30 de agosto  | 3 de outubro  | Veiculação da propaganda eleitoral gratuita no rádio e na televisão. | Realizado |
| 6 de outubro  | 6 de outubro  | Realização do primeiro turno das eleições municipais. | Realizado |
| 11 de outubro | 25 de outubro | Veiculação da propaganda eleitoral gratuita no rádio e na televisão para o segundo turno. | Realizado |
| 27 de outubro | 27 de outubro | Realização de um eventual segundo turno nas cidades com mais de 200 mil eleitores em que o candidato a prefeito mais votado não tenha atingido a metade mais um dos votos válidos.                                                                  | Realizado |

## Apresentação
Com amplo favoritismo notificado em todas as pesquisas e testes pré-eleitorais, Eduardo Paes não teve adversários centrais no certame. A maioria das sondagens inclusive davam a vitória a Paes já em primeiro turno, sem a necessidade de uma segunda fase do pleito.

### Adversários
Além de Eduardo Paes, confirmaram as suas candidaturas: os deputados federais Alexandre Ramagem (PL), Tarcísio Motta (PSOL) e Marcelo Queiroz (PP), a advogada Carol Sponza (NOVO) e o ex-deputado federal e dirigente sindical Cyro Garcia (PSTU). A pré-candidatura de Marcelo Queiroz, do PP, foi considerada incerta. O Progressistas havia negociado apoio a Eduardo Paes ou a Alexandre Ramagem, enquanto o MDB naquele momento havia optado por apoiar o atual prefeito. Contudo, o partido escolheu prosseguir com uma candidatura própria, confirmando Marcelo Queiroz como seu representante.
Além deles, aqueles que confirmaram suas candidaturas são: a educadora popular e candidata ao governo fluminense em 2022, Juliete Pantoja (UP), o deputado estadual Rodrigo Amorim (UNIÃO) e Henrique Simonard (PCO). Simonard, estudante de Geografia da UFRJ e redator do Diário Causa, foi candidato à Prefeitura do Rio de Janeiro em 2020 e concorreu a uma vaga na Câmara dos Deputados em 2022. Em ambas as ocasiões, sem sucesso. Anteriormente, a deputada estadual Dani Balbi (PCdoB) teve sua pré-candidatura retirada em 16 de julho de 2024.
A pré-candidatura de Rodrigo Amorim, não obstante, foi considerada incerta, pois além das negociações do UNIÃO para apoiar Eduardo Paes ou Alexandre Ramagem, o parlamentar foi condenado, em julgamento realizado pelo Tribunal Regional Eleitoral fluminense, no dia 7 de maio de 2024, a 1 ano e meio de reclusão (pena esta convertida em prestação de serviços assistenciais a pessoas em situação de rua e multa de 70 salários mínimos) por violência política de gênero contra a vereadora niteroiense Benny Briolly (Federação PSOL REDE). Apesar desse fatos, Amorim confirmou sua pré-candidatura durante um evento no qual contou com políticos do PL, partido de Ramagem.
O deputado federal Tarcísio Motta busca o apoio da FE Brasil e outras agremiações políticas de esquerda, como o PSB. Motta performa entre a segunda e a terceira posição nas pesquisas e testes pré-eleitorais, dependendo do instituto que apresenta as sondagens.

### Sabatinas
Em entrevista ao portal G1, apesar das diversas especulações de que, se reeleito, Eduardo Paes deveria renunciar ao mandato para concorrer ao cargo de governador em 2026, o que daria grande destaque à escolha de vice-prefeito por parte de Paes, o prefeito indicou que uma vez reeleito, se compromete a cumprir seu mandato até o fim.
Em sabatina realizada pelos veículos Uol e Folha de S.Paulo, o candidato Tarcísio Motta apresentou como proposta a tarifa zero no transporte público do Rio de Janeiro aos finais de semana, iniciando aos domingos, e se estendendo posteriormente para o sábado e noite de sexta-feira. Motta em sabatina ao G1, ainda no âmbito de transporte público, indicou que caso eleito, municipalizaria as barcas de Cocotá, na Ilha do Governador, e de Paquetá, ao centro do Rio. Na mesma sabatina, Motta descarta a possibilidade de extinguir o BRT uma vez que o sistema já está implementado, mas indica que a Transbrasil a médio prazo apresentará problema de capacidade, uma vez que usuários migrem do sistema de Trens para o BRT, por este estar mais rápido, barato e de melhor qualidade. Segundo o candidato, a solução é a integração física e tarifária entre os modais municipais e estaduais. Quanto à habitação social, ao G1, Motta afirmou que possui um projeto de criação de uma imobiliária carioca, que construiria apartamentos para a classe média, e com o lucro da venda destas moradias, criaria imóveis para a classe de baixa renda. Prometeu também ajustar o aluguel social de 400 para 916 reais, no mínimo, como correção da inflação acumulada desde 2010, data do último ajuste do benefício.
Já o candidato Alexandre Ramagem indicou em entrevista ao portal G1, a intenção de gradualmente acabar com o sistema de BRT do município, com o argumento de que a solução da mobilidade deve se dar sobre trilhos, com Trem e Metrô, em parceria entre a prefeitura e o governo do estado (conforme apontado pelo entrevistador, Edimilson Ávila, as concessões de Trem e Metrô são de responsabilidade do Estado, não da prefeitura). Posteriormente, em sabatina ao UOL/Folha de S.Paulo, Ramagem apontou novamente a proposta de substituir gradualmente o BRT por sistema sobre trilhos, mas focando principalmente nos acordos com o governo do Estado, citando por exemplo que a Supervia, operadora dos trens de passageiros do Estado do Rio de Janeiro, não opera na sua real capacidade. No que tange a segurança pública, em ambas as sabatinas anteriormente indicadas, Ramagem aponta que os munícipes do Rio seguem sitiados devido à insegurança, e que a prefeitura deve assumir a responsabilidade dentro de suas competências pela segurança. Apesar da crítica à segurança, Ramagem elogia a política de segurança do atual governador Cláudio Castro, seu correligionário do PL.

## Candidatos à prefeitura
| Nº | Prefeito(a)  | Prefeito(a)       | Prefeito(a)         | Prefeito(a)                                                                                                | Vice-prefeito(a) | Vice-prefeito(a) | Vice-prefeito(a)    | Vice-prefeito(a)         | Vice-prefeito(a) | Coligação Partido(s)                                                                                              | Tempo do horário eleitoral       | Ref.                                                    |
| Nº | Candidato(a) | Candidato(a)      | Partido Federação   | Cargos relevantes                                                                                          | Candidato(a)     | Candidato(a)     | Candidato(a)        | Partido Federação        | Cargos relevantes | Coligação Partido(s)                                                                                              | Tempo do horário eleitoral       | Ref.                                                    |
| -- | ------------ | ----------------- | ------------------- | --- | ---------------- | ---------------- | ------------------- | ------------------------ | --- | --- | -------------------------------- | ------------------------------------------------------- |
| 11 |              | Marcelo Queiroz   | PP                  | - Deputado estadual do Rio de Janeiro (2018–2019); - Deputado federal pelo Rio de Janeiro (2023–presente); |                  |                  | Teresa Bergher      | PSDB Fed. PSDB Cidadania | - Vereadora do Rio de Janeiro (2005–presente) | O Rio Tem Opção PP e Fed. PSDB Cidadania                                                                          | 1 minuto e 22 segundos           | [ 13 ] [ 31 ]                                           |
| 16 |              | Cyro Garcia       | PSTU                | - Deputado federal pelo Rio de Janeiro (1992–1993)                                                         |                  |                  | Paula Falcão        | PSTU                     | - Ativista pelos direitos das mulheres - Dirigente do coletivo Movimento Mulheres em Luta                                                                            | Sem coligação | Sem direito ao horário eleitoral | [ 32 ]                                                  |
| 22 |              | Alexandre Ramagem | PL                  | - Deputado federal pelo Rio de Janeiro (2023–presente)                                                     |                  |                  | Índia Armelau       | PL                       | - Deputada estadual pelo Rio de Janeiro (2023–presente) | Coragem para Mudar PL, MDB e Republicanos                                                                         | 3 minutos e 28 segundos          | [ 12 ] [ 33 ] [ 34 ] [ 35 ] [ 36 ] [ 37 ] [ 38 ] [ 39 ] |
| 29 |              | Henrique Simonard | PCO                 | - Redator do Diário Causa Operária                                                                         |                  |                  | Caetano Albuquerque | PCO                      | - Estudante | Sem coligação | Sem direito ao horário eleitoral | [ 19 ] [ 40 ]                                           |
| 30 |              | Carol Sponza      | NOVO                | - Advogada e mestre em Política Pública                                                                    |                  |                  | Alexandre Popó      | NOVO                     | - Empresário | Sem coligação | Sem direito ao horário eleitoral | [ 41 ] [ 42 ]                                           |
| 44 |              | Rodrigo Amorim    | UNIÃO               | - Deputado estadual pelo Rio de Janeiro (2019–presente)                                                    |                  |                  | Fred Pacheco        | MOBILIZA                 | - Deputado estadual pelo Rio de Janeiro (2023–presente) | Força para Mudar UNIÃO e MOBILIZA                                                                                 | 1 minuto e 16 segundos           | [ 43 ] [ 44 ] [ c ]                                     |
| 50 |              | Tarcísio Motta    | PSOL Fed. PSOL REDE | - Vereador do Rio de Janeiro (2017–2023); - Deputado federal pelo Rio de Janeiro (2023–presente);          |                  |                  | Renata Souza        | PSOL Fed. PSOL REDE      | - Deputada estadual pelo Rio de Janeiro (2019–presente) | O Rio Merece Mais Fed. PSOL REDE e PCB                                                                            | 27 segundos                      | [ 46 ] [ 47 ] [ 48 ]                                    |
| 55 |              | Eduardo Paes      | PSD                 | - Deputado federal do Rio de Janeiro (1999–2006); - Prefeito do Rio de Janeiro (2009–2016; 2021–presente)  |                  |                  | Eduardo Cavaliere   | PSD                      | - Secretário municipal do Meio Ambiente (2021–2023) e da Casa Civil (2023–2024) da cidade do Rio de Janeiro; - Deputado estadual pelo Rio de Janeiro (2023–presente) | É o Rio Seguindo em Frente PSD, PDT, PSB, FE Brasil (PT, PCdoB e PV), Avante, Solidariedade, Agir, PODE, PRD e DC | 3 minutos e 26 segundos          | [ 12 ] [ 49 ] [ 50 ] [ 51 ] [ 52 ] [ 53 ] [ 54 ]        |
| 80 |              | Juliete Pantoja   | UP                  | - Professora e Educadora Popular                                                                           |                  |                  | Vinícius Benevides  | UP                       | - Militante do Movimento de Luta nos Bairros, Vilas e Favelas | Nenhuma | Sem direito ao horário eleitoral | [ 55 ] [ 56 ]                                           |

### Desistências
- Pedro Duarte (NOVO) – Vereador do Rio de Janeiro (2021–presente). Retirou sua pré-candidatura em 11 de maio, optando por concorrer à reeleição para a Câmara Municipal.[42]
- Otoni de Paula (MDB) – Deputado federal pelo Rio de Janeiro (2019–presente) e vereador do Rio de Janeiro (2017–2019); ele desistiu de sua candidatura em 14 de junho de 2024 para assumir a coordenação de campanha de Eduardo Paes com os evangélicos.[57]
- Dani Balbi (PCdoB) – Deputada estadual pelo Rio de Janeiro (2023–presente). Sua candidatura foi retirada em 16 de julho de 2024 após o partido e a Federação Brasil da Esperança oficializarem o apoio à candidatura de Eduardo Paes.[20]
- Cabo Daciolo (Republicanos) – Ex-deputado federal pelo Rio de Janeiro (2015–2019). Sua candidatura foi retirada em 31 de julho de 2024 após o partido Republicanos decidir pelo apoio à candidatura de Alexandre Ramagem.[58]

## Candidatos à vereança
A regra eleitoral permite que um partido ou federação indique uma chapa que contenha, no máximo, 100% das vagas em disputa mais 1. No caso do Rio de Janeiro, o número máximo de candidaturas é de 52.
A tabela a seguir apresenta o número de candidaturas em cada partido e federação, estando agrupados a partir de coligações na disputa do poder executivo. Ressalte-se que, desde a promulgação da Emenda Constitucional nº 97/2017, a coligação em eleições proporcionais não existe mais no Brasil, sendo demonstrada a coligação majoritária apenas a título de visualização agrupada.
| Coligação ao executivo                      | Partido ou federação | Partido ou federação | Candidatos     | Candidatos     | Candidatos     | Candidatos     |
| ------------------------------------------- | -------------------- | -------------------- | -------------- | -------------- | -------------- | -------------- |
| É o Rio Seguindo em Frente (504 candidatos) |                      | PSD                  | 52             | 52             | 52             | 52             |
| É o Rio Seguindo em Frente (504 candidatos) |                      | PDT                  | 52             | 52             | 52             | 52             |
| É o Rio Seguindo em Frente (504 candidatos) |                      | PODE                 | 52             | 52             | 52             | 52             |
| É o Rio Seguindo em Frente (504 candidatos) |                      | PRD                  | 52             | 52             | 52             | 52             |
| É o Rio Seguindo em Frente (504 candidatos) |                      | Solidariedade        | 51             | 51             | 51             | 51             |
| É o Rio Seguindo em Frente (504 candidatos) |                      | Avante               | 51             | 51             | 51             | 51             |
| É o Rio Seguindo em Frente (504 candidatos) |                      | FE Brasil            | 50             |                | PT             | 45             |
| É o Rio Seguindo em Frente (504 candidatos) |                      | FE Brasil            | 50             | PCdoB          | 2              |                |
| É o Rio Seguindo em Frente (504 candidatos) |                      | FE Brasil            | 50             | PV             | 3              |                |
| É o Rio Seguindo em Frente (504 candidatos) |                      | PSB                  | 50             | 50             | 50             | 50             |
| É o Rio Seguindo em Frente (504 candidatos) |                      | DC                   | 48             | 48             | 48             | 48             |
| É o Rio Seguindo em Frente (504 candidatos) |                      | Agir                 | 46             | 46             | 46             | 46             |
| Coragem para Mudar (154 candidatos)         |                      | PL                   | 52             | 52             | 52             | 52             |
| Coragem para Mudar (154 candidatos)         |                      | MDB                  | 51             | 51             | 51             | 51             |
| Coragem para Mudar (154 candidatos)         |                      | Republicanos         | 51             | 51             | 51             | 51             |
| O Rio Tem Opção (104 candidatos)            |                      | PP                   | 52             | 52             | 52             | 52             |
| O Rio Tem Opção (104 candidatos)            |                      | Fed. PSDB Cidadania  | 52             |                | PSDB           | 31             |
| O Rio Tem Opção (104 candidatos)            |                      | Fed. PSDB Cidadania  | 52             | Cidadania      | 21             |                |
| Força Para Mudar (94 candidatos)            |                      | MOBILIZA             | 51             | 51             | 51             | 51             |
| Força Para Mudar (94 candidatos)            |                      | UNIÃO                | 43             | 43             | 43             | 43             |
| Força Para Mudar (94 candidatos)            |                      | PRTB                 | Sem candidatos | Sem candidatos | Sem candidatos | Sem candidatos |
| O Rio Merece Mais (40 candidatos)           |                      | Fed. PSOL REDE       | 35             |                | PSOL           | 32             |
| O Rio Merece Mais (40 candidatos)           |                      | Fed. PSOL REDE       | 35             | REDE           | 3              |                |
| O Rio Merece Mais (40 candidatos)           |                      | PCB                  | 5              | 5              | 5              | 5              |
| Sem coligação                               |                      | NOVO                 | 52             | 52             | 52             | 52             |
| Sem coligação                               |                      | PMB                  | 51             | 51             | 51             | 51             |
| Sem coligação                               |                      | PCO                  | 6              | 6              | 6              | 6              |
| Sem coligação                               |                      | PSTU                 | 5              | 5              | 5              | 5              |
| Sem coligação                               |                      | UP                   | 4              | 4              | 4              | 4              |

## Pesquisas eleitorais
As pesquisas buscam analisar como seria o resultado da eleição se ela ocorresse no dia em que os dados dos entrevistados foram coletados, não tendo como objetivo pela porcentagem de confiança, prever o resultado final da eleição.

### Primeiro turno
| Fonte                                 | Data(s) conduzida(s) | Amostragem           | Paes PSD | Ramagem PL | Tarcísio PSOL                                                                                                 | Queiroz PP | Garcia PSTU                                                                                                   | Amorim UNIÃO                                                                                                  | Sponza NOVO                                                                                                   | Pantoja UP | Simonard PCO                                                                                                  | Outros | Abst. Indec.                                                                                                  | Vantagem | Ref. |    |    |    |   |    |     |        |
| ------------------------------------- | -------------------- | -------------------- | --- | --- | --- | --- | --- | --- | --- | --- | --- | --- | --- | --- | --- | -- | -- | -- | - | -- | --- | ------ |
| Fonte                                 | Data(s) conduzida(s) | Amostragem           | Real Time Big Data                                                                                            | 2-3/Out/2024                                                                                                  | 1.000 | 54% | 28% | 8% | 1% | 0% | 1% | Outros | Abst. Indec.                                                                                                  | Vantagem | Ref. | 1% | 0% | 0% | – | 8% | 26% | [ 61 ] |
| Datafolha                             | 1-3/Out/2024         | 1.106                | 54% | 22% | 4% | 2% | 1% | 1% | 0% | 1% | 0% | – | 14% | 32% | [ 62 ] |    |    |    |   |    |     |        |
| Datafolha                             | 1-3/Out/2024         | 1.106                | 43% | 17% | 3% | 1% | – | – | – | – | – | 5% | 31% | 26% | [ 62 ] |    |    |    |   |    |     |        |
| RealTime Big Data                     | 28-30/Set/2024       | 1.000                | 55% | 23% | 7% | 1% | 0% | 2% | 2% | 0% | 0% | – | 10% | 32% | [ 63 ] |    |    |    |   |    |     |        |
| Quaest                                | 27-29/Set/2024       | 1.140                | 53% | 20% | 6% | 2% | 1% | 1% | 1% | 0% | – | – | 16% | 33% | [ 64 ] |    |    |    |   |    |     |        |
| AtlasIntel                            | 24-29/Set/2024       | 1.663                | 49% | 32,1% | 8,1% | 1,3% | 1,4% | 1,3% | 3% | 0,8% | – | – | 3,1% | 16,9% | [ 65 ] |    |    |    |   |    |     |        |
| RealTime Big Data                     | 21-23/Set/2024       | 1.000                | 57% | 22% | 6% | 1% | 0% | 1% | 2% | 0% | 0% | – | 11% | 35% | [ 66 ] |    |    |    |   |    |     |        |
| AtlasIntel                            | 17-22/Set/2024       | 1.610                | 48,6% | 32% | 8,9% | 0,9% | 0,1% | 0,6% | 3,4% | 0,5% | 0,1% | – | 5,2% | 16,6% | [ 67 ] |    |    |    |   |    |     |        |
| Datafolha                             | 17-18/Set/2024       | 1.106                | 59% | 17% | 7% | 2% | 1% | 1% | 1% | 1% | 0% | – | 12% | 42% | [ 68 ] |    |    |    |   |    |     |        |
| Quaest                                | 15-17/Set/2024       | 1.140                | 57% | 18% | 4% | 1% | 2% | 1% | 1% | 0% | 0% | – | 16% | 39% | [ 69 ] |    |    |    |   |    |     |        |
| Futura/100% Cidades                   | 5-10/Set/2024        | 1.000                | 58,2% | 14,3% | 4,7% | 1,8% | 0,6% | 2,3% | 1,4% | 0,5% | 0,1% | – | 16,2% | 43,9% | [ 70 ] |    |    |    |   |    |     |        |
| Quaest                                | 8-10/Set/2024        | 1.140                | 64% | 13% | 4% | 1% | 1% | 1% | 1% | 1% | 0% | – | 14% | 51% | [ 71 ] |    |    |    |   |    |     |        |
| Quaest                                | 8-10/Set/2024        | 1.140                | 26% | 5% | 1% | 0% | 0% | 0% | – | 0% | – | – | 68% | 21% | [ 71 ] |    |    |    |   |    |     |        |
| Datafolha                             | 3-4/Set/2024         | 1.106                | 59% | 11% | 6% | 1% | 1% | 2% | 1% | 1% | 0% | – | 18% | 48% | [ 72 ] |    |    |    |   |    |     |        |
| Datafolha                             | 3-4/Set/2024         | 1.106                | 40% | 7% | 3% | – | – | – | – | – | – | 3% | 46% | 33% | [ 72 ] |    |    |    |   |    |     |        |
| RealTime Big Data                     | 30–31/Ago/2024       | 1.000                | 58% | 14% | 8% | 1% | 1% | 2% | 1% | 0% | 0% | – | 15% | 44% | [ 73 ] |    |    |    |   |    |     |        |
| 30 de agosto de 2024                  | 30 de agosto de 2024 | 30 de agosto de 2024 | Início do período de propaganda eleitoral obrigatória em rádio e televisão.                                   | Início do período de propaganda eleitoral obrigatória em rádio e televisão.                                   | Início do período de propaganda eleitoral obrigatória em rádio e televisão.                                   | Início do período de propaganda eleitoral obrigatória em rádio e televisão.                                   | Início do período de propaganda eleitoral obrigatória em rádio e televisão.                                   | Início do período de propaganda eleitoral obrigatória em rádio e televisão.                                   | Início do período de propaganda eleitoral obrigatória em rádio e televisão.                                   | Início do período de propaganda eleitoral obrigatória em rádio e televisão.                                   | Início do período de propaganda eleitoral obrigatória em rádio e televisão.                                   | Início do período de propaganda eleitoral obrigatória em rádio e televisão.                                   | Início do período de propaganda eleitoral obrigatória em rádio e televisão.                                   | Início do período de propaganda eleitoral obrigatória em rádio e televisão.                                   | Início do período de propaganda eleitoral obrigatória em rádio e televisão.                                   |    |    |    |   |    |     |        |
| Quaest                                | 25–27/Ago/2024       | 1.140                | 60% | 9% | 5% | 1% | 3% | 1% | 1% | 1% | 0% | – | 19% | 51% | [ 75 ] |    |    |    |   |    |     |        |
| Quaest                                | 25–27/Ago/2024       | 1.140                | 26% | 5% | 1% | – | – | – | – | – | – | – | 68% | 21% | [ 75 ] |    |    |    |   |    |     |        |
| Datafolha                             | 20–21/Ago/2024       | 1.106                | 56% | 9% | 7% | 2% | 2% | 3% | 1% | 1% | 0% | – | 18% | 47% | [ 76 ] |    |    |    |   |    |     |        |
| Datafolha                             | 20–21/Ago/2024       | 1.106                | 32% | 6% | 2% | – | – | – | – | – | – | 4% | 57% | 26% | [ 76 ] |    |    |    |   |    |     |        |
| 14 de agosto de 2024                  | 14 de agosto de 2024 | 14 de agosto de 2024 | O atual presidente da Embratur e ex-deputado Marcelo Freixo declara seu apoio à reeleição de Eduardo Paes.    | O atual presidente da Embratur e ex-deputado Marcelo Freixo declara seu apoio à reeleição de Eduardo Paes.    | O atual presidente da Embratur e ex-deputado Marcelo Freixo declara seu apoio à reeleição de Eduardo Paes.    | O atual presidente da Embratur e ex-deputado Marcelo Freixo declara seu apoio à reeleição de Eduardo Paes.    | O atual presidente da Embratur e ex-deputado Marcelo Freixo declara seu apoio à reeleição de Eduardo Paes.    | O atual presidente da Embratur e ex-deputado Marcelo Freixo declara seu apoio à reeleição de Eduardo Paes.    | O atual presidente da Embratur e ex-deputado Marcelo Freixo declara seu apoio à reeleição de Eduardo Paes.    | O atual presidente da Embratur e ex-deputado Marcelo Freixo declara seu apoio à reeleição de Eduardo Paes.    | O atual presidente da Embratur e ex-deputado Marcelo Freixo declara seu apoio à reeleição de Eduardo Paes.    | O atual presidente da Embratur e ex-deputado Marcelo Freixo declara seu apoio à reeleição de Eduardo Paes.    | O atual presidente da Embratur e ex-deputado Marcelo Freixo declara seu apoio à reeleição de Eduardo Paes.    | O atual presidente da Embratur e ex-deputado Marcelo Freixo declara seu apoio à reeleição de Eduardo Paes.    | O atual presidente da Embratur e ex-deputado Marcelo Freixo declara seu apoio à reeleição de Eduardo Paes.    |    |    |    |   |    |     |        |
| Futura/100% Cidades                   | 6–11/Ago/2024        | 1.000                | 61,2% | 9,9% | 5% | 0,2% | 1,5% | 1,9% | 0,3% | 0,5% | 0,1% | 4,8% | 14,6% | 51,3% | [ 78 ] |    |    |    |   |    |     |        |
| Futura/100% Cidades                   | 6–11/Ago/2024        | 1.000                | 49,8% | 10,1% | 8,3% | 1% | 7,9% | 3,7% | 0,5% | 0,9% | – | – | 17,8% | 39,7% | [ 78 ] |    |    |    |   |    |     |        |
| AtlasIntel                            | 2–7/Ago/2024         | 1.600                | 45,8% | 32,3% | 12,9% | 1,4% | 0,7% | 1,2% | 2,6% | 0,3% | – | – | 2,7% | 13,5% | [ 79 ] |    |    |    |   |    |     |        |
| Prefab Future                         | 30/Jul/2024          | 1.000                | 43,6% | 6,9% | 4% | 2,3% | 2,1% | 1,7% | 0,8% | 0,6% | – | – | 38% | 36,7% | [ 80 ] [ 81 ]                                                                                                 |    |    |    |   |    |     |        |
| Prefab Future                         | 30/Jul/2024          | 1.000                | 70,3% | 11,1% | 6,5% | 3,7% | 3,4% | 2,7% | 1,3% | 1% | – | – | [ g ] | 59,2% | [ 80 ] [ 81 ]                                                                                                 |    |    |    |   |    |     |        |
| 30 de julho de 2024                   | 30 de julho de 2024  | 30 de julho de 2024  | A candidatura de Cabo Daciolo (Republicanos) é retirada por seu partido em apoio à de Alexandre Ramagem (PL). | A candidatura de Cabo Daciolo (Republicanos) é retirada por seu partido em apoio à de Alexandre Ramagem (PL). | A candidatura de Cabo Daciolo (Republicanos) é retirada por seu partido em apoio à de Alexandre Ramagem (PL). | A candidatura de Cabo Daciolo (Republicanos) é retirada por seu partido em apoio à de Alexandre Ramagem (PL). | A candidatura de Cabo Daciolo (Republicanos) é retirada por seu partido em apoio à de Alexandre Ramagem (PL). | A candidatura de Cabo Daciolo (Republicanos) é retirada por seu partido em apoio à de Alexandre Ramagem (PL). | A candidatura de Cabo Daciolo (Republicanos) é retirada por seu partido em apoio à de Alexandre Ramagem (PL). | A candidatura de Cabo Daciolo (Republicanos) é retirada por seu partido em apoio à de Alexandre Ramagem (PL). | A candidatura de Cabo Daciolo (Republicanos) é retirada por seu partido em apoio à de Alexandre Ramagem (PL). | A candidatura de Cabo Daciolo (Republicanos) é retirada por seu partido em apoio à de Alexandre Ramagem (PL). | A candidatura de Cabo Daciolo (Republicanos) é retirada por seu partido em apoio à de Alexandre Ramagem (PL). | A candidatura de Cabo Daciolo (Republicanos) é retirada por seu partido em apoio à de Alexandre Ramagem (PL). | A candidatura de Cabo Daciolo (Republicanos) é retirada por seu partido em apoio à de Alexandre Ramagem (PL). |    |    |    |   |    |     |        |
| Fonte                                 | Data(s) conduzida(s) | Amostragem           | Paes PSD | Ramagem PL | Tarcísio PSOL                                                                                                 | Garcia PSTU                                                                                                   | Amorim UNIÃO                                                                                                  | Pantoja UP | Queiroz PP | Sponza NOVO                                                                                                   | Balbi PCdoB                                                                                                   | Outros | Abst. Indec.                                                                                                  | Vantagem | Ref. |    |    |    |   |    |     |        |
| Fonte                                 | Data(s) conduzida(s) | Amostragem           | | | | | | | | | | Outros | Abst. Indec.                                                                                                  | Vantagem | Ref. |    |    |    |   |    |     |        |
| Agência de Notícias das Favelas (ANF) | 25–27/Jul/2024       | 774                  | 40% | 4% | 4% | 3% | 1% | 1% | 1% | – | 2% | – | 44% | 36% | [ 82 ] |    |    |    |   |    |     |        |
| Quaest                                | 19–22/Jul/2024       | 1.104                | 49% | 13% | 7% | 3% | 3% | 2% | 2% | 1% | 1% | – | 19% | 36% | [ 83 ] |    |    |    |   |    |     |        |
| Quaest                                | 19–22/Jul/2024       | 1.104                | 52% | 14% | 10% | – | 3% | – | 2% | – | – | – | 19% | 38% | [ 83 ] |    |    |    |   |    |     |        |
| 16 de julho de 2024                   | 16 de julho de 2024  | 16 de julho de 2024  | A candidatura de Dani Balbi (PCdoB) é retirada por seu partido em apoio à de Eduardo Paes (PSD).              | A candidatura de Dani Balbi (PCdoB) é retirada por seu partido em apoio à de Eduardo Paes (PSD).              | A candidatura de Dani Balbi (PCdoB) é retirada por seu partido em apoio à de Eduardo Paes (PSD).              | A candidatura de Dani Balbi (PCdoB) é retirada por seu partido em apoio à de Eduardo Paes (PSD).              | A candidatura de Dani Balbi (PCdoB) é retirada por seu partido em apoio à de Eduardo Paes (PSD).              | A candidatura de Dani Balbi (PCdoB) é retirada por seu partido em apoio à de Eduardo Paes (PSD).              | A candidatura de Dani Balbi (PCdoB) é retirada por seu partido em apoio à de Eduardo Paes (PSD).              | A candidatura de Dani Balbi (PCdoB) é retirada por seu partido em apoio à de Eduardo Paes (PSD).              | A candidatura de Dani Balbi (PCdoB) é retirada por seu partido em apoio à de Eduardo Paes (PSD).              | A candidatura de Dani Balbi (PCdoB) é retirada por seu partido em apoio à de Eduardo Paes (PSD).              | A candidatura de Dani Balbi (PCdoB) é retirada por seu partido em apoio à de Eduardo Paes (PSD).              | A candidatura de Dani Balbi (PCdoB) é retirada por seu partido em apoio à de Eduardo Paes (PSD).              | A candidatura de Dani Balbi (PCdoB) é retirada por seu partido em apoio à de Eduardo Paes (PSD).              |    |    |    |   |    |     |        |
| Fonte                                 | Data(s) conduzida(s) | Amostragem           | Paes PSD | Tarcísio PSOL                                                                                                 | Ramagem PL | Pantoja UP | Garcia PSTU                                                                                                   | Amorim UNIÃO                                                                                                  | Queiroz PP | Balbi PCdoB                                                                                                   | Sponza NOVO                                                                                                   | Outros | Abst. Indec.                                                                                                  | Vantagem | Ref. |    |    |    |   |    |     |        |
| Fonte                                 | Data(s) conduzida(s) | Amostragem           | | | | | | | | | | Outros | Abst. Indec.                                                                                                  | Vantagem | Ref. |    |    |    |   |    |     |        |
| Datafolha                             | 2–4/Jul/2024         | 840                  | 53% | 9% | 7% | 3% | 3% | 2% | 2% | 1% | – | – | 19% | 44% | [ 84 ] |    |    |    |   |    |     |        |
| Datafolha                             | 2–4/Jul/2024         | 840                  | 55% | 10% | 7% | 3% | 4% | – | 2% | – | 1% | – | 20% | 45% | [ 84 ] |    |    |    |   |    |     |        |
| Futura/100% Cidades                   | 20–26/Jun/2024       | 1.000                | 51,6% | 6,1% | 8,4% | 0,7% | 1,4% | 1,4% | 0,6% | 0,6% | – | 3,1% | 25,8% | 43,2% | [ 85 ] |    |    |    |   |    |     |        |
| 14 de junho de 2024                   | 14 de junho de 2024  | 14 de junho de 2024  | Otoni de Paula (MDB) cancela sua pré-candidatura.                                                             | Otoni de Paula (MDB) cancela sua pré-candidatura.                                                             | Otoni de Paula (MDB) cancela sua pré-candidatura.                                                             | Otoni de Paula (MDB) cancela sua pré-candidatura.                                                             | Otoni de Paula (MDB) cancela sua pré-candidatura.                                                             | Otoni de Paula (MDB) cancela sua pré-candidatura.                                                             | Otoni de Paula (MDB) cancela sua pré-candidatura.                                                             | Otoni de Paula (MDB) cancela sua pré-candidatura.                                                             | Otoni de Paula (MDB) cancela sua pré-candidatura.                                                             | Otoni de Paula (MDB) cancela sua pré-candidatura.                                                             | Otoni de Paula (MDB) cancela sua pré-candidatura.                                                             | Otoni de Paula (MDB) cancela sua pré-candidatura.                                                             | Otoni de Paula (MDB) cancela sua pré-candidatura.                                                             |    |    |    |   |    |     |        |
| Fonte                                 | Data(s) conduzidas   | Amostragem           | Paes PSD | Ramagem PL | Tarcísio PSOL                                                                                                 | Amorim UNIÃO                                                                                                  | Queiroz PP | Garcia PSTU                                                                                                   | Pantoja UP | Balbi PCdoB                                                                                                   | Outros | Outros | Abst. Indec.                                                                                                  | Vantagem | Ref. |    |    |    |   |    |     |        |
| Fonte                                 | Data(s) conduzidas   | Amostragem           | | | | | | | | | Outros | Outros | Abst. Indec.                                                                                                  | Vantagem | Ref. |    |    |    |   |    |     |        |
| Quaest                                | 13–16/Jun/2024       | 1.145                | 51% | 11% | 8% | 4% | 2% | – | – | – | – | – | 24% | 40% | [ 86 ] |    |    |    |   |    |     |        |
| Quaest                                | 13–16/Jun/2024       | 1.145                | 47% | 29% | 5% | 1% | – | – | – | – | – | – | 17% | 18% | [ 86 ] |    |    |    |   |    |     |        |
| 11 de maio de 2024                    | 11 de maio de 2024   | 11 de maio de 2024   | Pedro Duarte (NOVO) cancela sua pré-candidatura.                                                              | Pedro Duarte (NOVO) cancela sua pré-candidatura.                                                              | Pedro Duarte (NOVO) cancela sua pré-candidatura.                                                              | Pedro Duarte (NOVO) cancela sua pré-candidatura.                                                              | Pedro Duarte (NOVO) cancela sua pré-candidatura.                                                              | Pedro Duarte (NOVO) cancela sua pré-candidatura.                                                              | Pedro Duarte (NOVO) cancela sua pré-candidatura.                                                              | Pedro Duarte (NOVO) cancela sua pré-candidatura.                                                              | Pedro Duarte (NOVO) cancela sua pré-candidatura.                                                              | Pedro Duarte (NOVO) cancela sua pré-candidatura.                                                              | Pedro Duarte (NOVO) cancela sua pré-candidatura.                                                              | Pedro Duarte (NOVO) cancela sua pré-candidatura.                                                              | Pedro Duarte (NOVO) cancela sua pré-candidatura.                                                              |    |    |    |   |    |     |        |
| Fonte                                 | Data(s) conduzidas   | Amostragem           | Paes PSD | Ramagem PL | Tarcísio PSOL                                                                                                 | Garcia PSTU                                                                                                   | de Paula MDB                                                                                                  | Balbi PCdoB                                                                                                   | Amorim UNIÃO                                                                                                  | Queiroz PP | Duarte NOVO                                                                                                   | Outros | Abst. Indec.                                                                                                  | Vantagem | Ref. |    |    |    |   |    |     |        |
| Fonte                                 | Data(s) conduzidas   | Amostragem           | | | | | | | | | | Outros | Abst. Indec.                                                                                                  | Vantagem | Ref. |    |    |    |   |    |     |        |
| Paraná Pesquisas                      | 24–29/Abr/2024       | 800                  | 46,1% | 13,6% | 7,4% | 4,5% | 3% | 2,8% | 2,1% | 1,9% | 1,6% | – | 17% | 32,5% | [ 88 ] |    |    |    |   |    |     |        |
| Paraná Pesquisas                      | 24–29/Abr/2024       | 800                  | 46,8% | 15,6% | 8,1% | 5,1% | – | 3,4% | – | 2,8% | – | – | 18,3% | 31,2% | [ 88 ] |    |    |    |   |    |     |        |
| Prefab Future                         | 27–28/Abr/2024       | 1.019                | 35% | 3,2% | 5,4% | 0,8% | 3,1% | – | 2,5% | 2,6% | 1,2% | – | 46,2% | 29,6% | [ 89 ] |    |    |    |   |    |     |        |
| Prefab Future                         | 27–28/Abr/2024       | 1.019                | 65,1% | 6% | 10% | 1,5% | 5,8% | – | 4,6% | 4,8% | 2,2% | – | [ l ] | 55,1% | [ 89 ] |    |    |    |   |    |     |        |
| Atlas/CNN                             | 18–23/Abr/2024       | 1.239                | 42,6% | 31,2% | 12,7% | – | 2,3% | 1,3% | – | 0,5% | 3,8% | – | 5,5% | 11,4% | [ 90 ] |    |    |    |   |    |     |        |
| Futura/100% Cidades                   | 11–22/Abr/2024       | 1.000                | 44,1% | 9% | 7,8% | 2,4% | 3,4% | 0,4% | 1% | 0,8% | 0,9% | 5,0% | 25,1% | 35,1% | [ 91 ] |    |    |    |   |    |     |        |
| Futura/100% Cidades                   | 11–22/Abr/2024       | 1.000                | 42,2% | – | 7,2% | – | 3,5% | 1,3% | – | – | 0,8% | 26,0% | 19% | 16,2% | [ 91 ] |    |    |    |   |    |     |        |
| Futura/100% Cidades                   | 11–22/Abr/2024       | 1.000                | 48,6% | 10,2% | 9,8% | – | – | 1,7% | – | – | 1,4% | – | 28,3% | 38,4% | [ 91 ] |    |    |    |   |    |     |        |
| Prefab Future                         | 1–2/Abr/2024         | 1.005                | 38,2% | 3,9% | 7,9% | 0,7% | 3,4% | – | 1,7% | 3% | 1,4% | – | 39,8% | 30,3% | [ 92 ] |    |    |    |   |    |     |        |
| Prefab Future                         | 1–2/Abr/2024         | 1.005                | 63,5% | 6,5% | 13,1% | 1,2% | 5,6% | – | 2,8% | 5% | – | – | [ o ] | 50,4% | [ 92 ] |    |    |    |   |    |     |        |
| 28 de março de 2024                   | 28 de março de 2024  | 28 de março de 2024  | Martha Rocha e o Partido Democrático Trabalhista (PDT) declaram apoio à candidatura de Eduardo Paes.          | Martha Rocha e o Partido Democrático Trabalhista (PDT) declaram apoio à candidatura de Eduardo Paes.          | Martha Rocha e o Partido Democrático Trabalhista (PDT) declaram apoio à candidatura de Eduardo Paes.          | Martha Rocha e o Partido Democrático Trabalhista (PDT) declaram apoio à candidatura de Eduardo Paes.          | Martha Rocha e o Partido Democrático Trabalhista (PDT) declaram apoio à candidatura de Eduardo Paes.          | Martha Rocha e o Partido Democrático Trabalhista (PDT) declaram apoio à candidatura de Eduardo Paes.          | Martha Rocha e o Partido Democrático Trabalhista (PDT) declaram apoio à candidatura de Eduardo Paes.          | Martha Rocha e o Partido Democrático Trabalhista (PDT) declaram apoio à candidatura de Eduardo Paes.          | Martha Rocha e o Partido Democrático Trabalhista (PDT) declaram apoio à candidatura de Eduardo Paes.          | Martha Rocha e o Partido Democrático Trabalhista (PDT) declaram apoio à candidatura de Eduardo Paes.          | Martha Rocha e o Partido Democrático Trabalhista (PDT) declaram apoio à candidatura de Eduardo Paes.          | Martha Rocha e o Partido Democrático Trabalhista (PDT) declaram apoio à candidatura de Eduardo Paes.          | Martha Rocha e o Partido Democrático Trabalhista (PDT) declaram apoio à candidatura de Eduardo Paes.          |    |    |    |   |    |     |        |
| Fonte                                 | Data(s) conduzidas   | Amostragem           | Paes PSD | Ramagem PL | Tarcísio PSOL                                                                                                 | Rocha PDT | de Paula MDB                                                                                                  | Amorim UNIÃO                                                                                                  | Duarte NOVO                                                                                                   | Garcia PSTU                                                                                                   | Queiroz PP | Outros | Abst. Indec.                                                                                                  | Vantagem | Ref. |    |    |    |   |    |     |        |
| Fonte                                 | Data(s) conduzidas   | Amostragem           | | | | | | | | | | Outros | Abst. Indec.                                                                                                  | Vantagem | Ref. |    |    |    |   |    |     |        |
| RealTime Big Data                     | 22–23/Mar/2024       | 1.000                | 40% | 13% | 9% | 8% | 6% | 4% | 2% | 2% | 1% | – | 15% | 27% | [ 93 ] [ 94 ]                                                                                                 |    |    |    |   |    |     |        |

### Segundo turno
Estes são cenários hipotéticos de segundo turno entre os candidatos.
Eduardo Paes e Alexandre Ramagem
| Fonte               | Data(s) conduzida(s) | Amostragem | Paes PSD          | Ramagem PL     | Abst. Indec. | Vantagem | Ref.   |       |     |     |     |     |        |
| ------------------- | -------------------- | ---------- | ----------------- | -------------- | ------------ | -------- | ------ | ----- | --- | --- | --- | --- | ------ |
| Fonte               | Data(s) conduzida(s) | Amostragem | RealTime Big Data | 28-30/Set/2024 | Abst. Indec. | Vantagem | Ref.   | 1.000 | 59% | 30% | 11% | 29% | [ 63 ] |
| AtlasIntel          | 24-29/Set/2024       | 1.663      | 57%               | 36%            | 7%           | 21%      | [ 65 ] |       |     |     |     |     |        |
| RealTime Big Data   | 21-23/Set/2024       | 1.000      | 60%               | 28%            | 12%          | 32%      | [ 66 ] |       |     |     |     |     |        |
| AtlasIntel          | 17-22/Set/2024       | 1.610      | 58%               | 36%            | 6%           | 22%      | [ 67 ] |       |     |     |     |     |        |
| Futura/100% Cidades | 5-10/Set/2024        | 1.000      | 67,1%             | 21,6%          | 5,3%         | 45,5%    | [ 70 ] |       |     |     |     |     |        |
| RealTime Big Data   | 30–31/Ago/2024       | 1.100      | 60%               | 25%            | 15%          | 35%      | [ 73 ] |       |     |     |     |     |        |
| Datafolha           | 20–21/Ago/2024       | 1.106      | 68%               | 18%            | 14%          | 50%      | [ 76 ] |       |     |     |     |     |        |
| AtlasIntel          | 2–7/Ago/2024         | 1.600      | 57,5%             | 36%            | 6,5%         | 21,5%    | [ 79 ] |       |     |     |     |     |        |
| Quaest              | 19–22/Jul/2024       | 1.104      | 62%               | 25%            | 13%          | 37%      | [ 83 ] |       |     |     |     |     |        |
| Futura/100% Cidades | 20–26/Jun/2024       | 1.000      | 63,8%             | 20,1%          | 16,1%        | 43,7%    | [ 85 ] |       |     |     |     |     |        |
| Quaest              | 13–16/Jun/2024       | 1.145      | 57%               | 27%            | 16%          | 30%      | [ 86 ] |       |     |     |     |     |        |
| Atlas/CNN           | 18–23/Abr/2024       | 1.239      | 51%               | 36,7%          | 12,3%        | 14,3%    | [ 90 ] |       |     |     |     |     |        |
| RealTime Big Data   | 22–23/Mar/2024       | 1.000      | 55%               | 29%            | 16%          | 26%      | [ 94 ] |       |     |     |     |     |        |

Eduardo Paes e Tarcísio Motta
| Fonte               | Data(s) conduzida(s) | Amostragem | Paes PSD   | Tarcísio PSOL  | Abst. Indec. | Vantagem | Ref.   |       |     |     |     |     |        |
| ------------------- | -------------------- | ---------- | ---------- | -------------- | ------------ | -------- | ------ | ----- | --- | --- | --- | --- | ------ |
| Fonte               | Data(s) conduzida(s) | Amostragem | AtlasIntel | 24-29/Set/2024 | Abst. Indec. | Vantagem | Ref.   | 1.663 | 52% | 22% | 26% | 30% | [ 65 ] |
| AtlasIntel          | 17-22/Set/2024       | 1.610      | 55%        | 16%            | 29%          | 39%      | [ 67 ] |       |     |     |     |     |        |
| Futura/100% Cidades | 5-10/Set/2024        | 1.000      | 67,2%      | 13,2%          | 5,7%         | 54%      | [ 70 ] |       |     |     |     |     |        |
| Datafolha           | 20–21/Ago/2024       | 1.106      | 62%        | 21%            | 17%          | 41%      | [ 76 ] |       |     |     |     |     |        |
| AtlasIntel          | 2–7/Ago/2024         | 1.600      | 47,8%      | 26%            | 26,2%        | 21,8%    | [ 79 ] |       |     |     |     |     |        |
| Quaest              | 19–22/Jul/2024       | 1.104      | 57%        | 24%            | 19%          | 33%      | [ 83 ] |       |     |     |     |     |        |
| Futura/100% Cidades | 20–26/Jun/2024       | 1.000      | 61,9%      | 17,6%          | 20,5%        | 44,3%    | [ 85 ] |       |     |     |     |     |        |
| Atlas/CNN           | 18–23/Abr/2024       | 1.239      | 50,3%      | 21%            | 28,7%        | 29,3%    | [ 90 ] |       |     |     |     |     |        |
| RealTime Big Data   | 22–23/Mar/2024       | 1.000      | 64%        | 20%            | 16%          | 46%      | [ 94 ] |       |     |     |     |     |        |

Alexandre Ramagem e Tarcísio Motta
| Fonte | Data(s) conduzida(s) | Amostragem | Ramagem PL          | Tarcísio PSOL | Abst. Indec. | Vantagem | Ref. |       |       |       |       |      |        |
| ----- | -------------------- | ---------- | ------------------- | ------------- | ------------ | -------- | ---- | ----- | ----- | ----- | ----- | ---- | ------ |
| Fonte | Data(s) conduzida(s) | Amostragem | Futura/100% Cidades | 5-10/Set/2024 | Abst. Indec. | Vantagem | Ref. | 1.000 | 35,9% | 28,8% | 14,4% | 7,1% | [ 70 ] |

Cenário hipotético com Martha Rocha
| Fonte | Data(s) conduzida(s) | Amostragem | Paes PSD          | Rocha PDT      | Abst. Indec. | Vantagem | Ref. |       |     |     |     |     |        |
| ----- | -------------------- | ---------- | ----------------- | -------------- | ------------ | -------- | ---- | ----- | --- | --- | --- | --- | ------ |
| Fonte | Data(s) conduzida(s) | Amostragem | RealTime Big Data | 22–23/Mar/2024 | Abst. Indec. | Vantagem | Ref. | 1.000 | 58% | 27% | 15% | 31% | [ 94 ] |

Cenário hipotético com Flávio Bolsonaro
| Fonte | Data(s) conduzida(s) | Amostragem | Paes PSD            | F. Bolsonaro PL | Abst. Indec. | Vantagem | Ref. |       |       |     |       |       |        |
| ----- | -------------------- | ---------- | ------------------- | --------------- | ------------ | -------- | ---- | ----- | ----- | --- | ----- | ----- | ------ |
| Fonte | Data(s) conduzida(s) | Amostragem | Futura/100% Cidades | 11–22/Abr/2024  | Abst. Indec. | Vantagem | Ref. | 1.000 | 53,8% | 32% | 14,2% | 21,8% | [ 20 ] |

## Debates

### Primeiro turno
| Data           | Organizador(es)         | Mediação             | Paes (PSD) | Ramagem (PL) | Tarcísio (PSOL) | Queiroz (PP) | Amorim (UNIÃO) | Garcia (PSTU) | Sponza (NOVO) | Pantoja (UP)  | Simonard (PCO) | Ref    |
| -------------- | ----------------------- | -------------------- | ---------- | ------------ | --------------- | ------------ | -------------- | ------------- | ------------- | ------------- | -------------- | ------ |
| 8 de agosto    | Band Rio                | João Paulo Vergueiro | Presente   | Presente     | Presente        | Presente     | Presente       | Não convidado | Não convidada | Não convidada | Não convidado  | [ 96 ] |
| 11 de setembro | UFRJ                    | Alexandre Borges     | Ausente    | Ausente      | Presente        | Presente     | Presente       | Presente      | Presente      | Presente      | Presente       | [ 97 ] |
| 12 de setembro | Revista Veja / ESPM     | Ricardo Ferraz       | Ausente    | Presente     | Presente        | Presente     | Presente       | Não convidado | Não convidada | Não convidada | Não convidado  | [ 98 ] |
| 3 de outubro   | TV Globo Rio de Janeiro | Ana Paula Araújo     | Presente   | Presente     | Presente        | Presente     | Presente       | Não convidado | Não convidada | Não convidada | Não convidado  | [ 99 ] |

## Resultados

### Prefeito
Fonte: TSE
| Candidato(a)            | Vice                      | 1º turno 6 de outubro de 2024 | 1º turno 6 de outubro de 2024 |
| Candidato(a)            | Vice                      | Votação                       | Votação                       |
| Candidato(a)            | Vice                      | Total                         | %                             |
| ----------------------- | ------------------------- | ----------------------------- | ----------------------------- |
| Eduardo Paes (PSD)      | Eduardo Cavaliere (PSD)   | 1.861.856                     | 60,47%                        |
| Alexandre Ramagem (PL)  | Índia Armelau (PL)        | 948.631                       | 30,81%                        |
| Tarcísio Motta (PSOL)   | Renata Souza (PSOL)       | 129.344                       | 4,20%                         |
| Marcelo Queiroz (PP)    | Teresa Bergher (PSDB)     | 74.996                        | 2,44%                         |
| Rodrigo Amorim (UNIÃO)  | Fred Pacheco (MOBILIZA)   | 34.117                        | 1,11%                         |
| Carol Sponza (NOVO)     | Alexandre Popó (NOVO)     | 20.351                        | 0,66%                         |
| Juliete Pantoja (UP)    | Vinicius Benevides (UP)   | 6.828                         | 0,22%                         |
| Cyro Garcia (PSTU)      | Paula Falcão (PSTU)       | 2.453                         | 0,08%                         |
| Henrique Simonard (PCO) | Caetano Albuquerque (PCO) | 595                           | 0,02%                         |
| Total de votos válidos  | Total de votos válidos    | 3.079.171                     | 88,55%                        |
| → Votos brancos         | → Votos brancos           | 152.491                       | 4,39%                         |
| → Votos nulos           | → Votos nulos             | 245.618                       | 7,06%                         |
| Total de votos          | Total de votos            | 3.477.280                     | 69,42%                        |
| → Abstenções            | → Abstenções              | 1.532.093                     | 30,58%                        |
| Eleitores aptos a votar | Eleitores aptos a votar   | 5.009.373                     | 100%                          |

### Vereadores eleitos
| Candidato(a)           | Número | Partido | Votação     | Votação       | Cidade onde nasceu    | Unidade federativa |
| Candidato(a)           | Número | Partido | Porcentagem | Total         | Cidade onde nasceu    | Unidade federativa |
| ---------------------- | ------ | ------- | ----------- | ------------- | --------------------- | ------------------ |
| Carlos Bolsonaro       | 22.222 | PL      | 4,30 %      | 130.480 votos | Resende               | Rio de Janeiro     |
| Marcio Ribeiro         | 55.005 | PSD     | 1,87 %      | 56.770 votos  | Rio de Janeiro        | Rio de Janeiro     |
| Tainá De Paula         | 13.777 | PT      | 1,65 %      | 49.986 votos  | Rio de Janeiro        | Rio de Janeiro     |
| Carlo Caiado           | 55.622 | PSD     | 1,57 %      | 47.671 votos  | Goiânia               | Goiás              |
| Rafael Aloisio Freitas | 55.123 | PSD     | 1,35 %      | 40.892 votos  | Rio de Janeiro        | Rio de Janeiro     |
| Marcelo Diniz          | 55.888 | PSD     | 1,32 %      | 39.967 votos  | Rio de Janeiro        | Rio de Janeiro     |
| Rosa Fernandes         | 55.000 | PSD     | 1,31 %      | 39.804 votos  | Rio de Janeiro        | Rio de Janeiro     |
| Leniel Borel           | 11.100 | PP      | 1,13 %      | 34.359 votos  | Rio de Janeiro        | Rio de Janeiro     |
| Felipe Michel          | 11.021 | PP      | 1,05 %      | 31.773 votos  | Rio de Janeiro        | Rio de Janeiro     |
| Joyce Trindade         | 55.557 | PSD     | 1,00 %      | 30.466 votos  | Rio de Janeiro        | Rio de Janeiro     |
| Cesar Maia             | 55.500 | PSD     | 0,98 %      | 29.665 votos  | Rio de Janeiro        | Rio de Janeiro     |
| Rick Azevedo           | 50.444 | PSOL    | 0,97 %      | 29.364 votos  | Dianópolis            | Tocantins          |
| Junior Da Lucinha      | 55.620 | PSD     | 0,95 %      | 28.743 votos  | Rio de Janeiro        | Rio de Janeiro     |
| Helena Vieira          | 55.456 | PSD     | 0,94 %      | 28.626 votos  | Rio de Janeiro        | Rio de Janeiro     |
| Vera Lins              | 11.111 | PP      | 0,92 %      | 27.871 votos  | Rio de Janeiro        | Rio de Janeiro     |
| Diego Vaz              | 55.001 | PSD     | 0,90 %      | 27.226 votos  | Rio de Janeiro        | Rio de Janeiro     |
| Salvino Oliveira       | 55.255 | PSD     | 0,89 %      | 27.062 votos  | Rio de Janeiro        | Rio de Janeiro     |
| Monica Benicio         | 50.123 | PSOL    | 0,84 %      | 25.382 votos  | Rio de Janeiro        | Rio de Janeiro     |
| Felipe Boró            | 55.155 | PSD     | 0,80 %      | 24.190 votos  | Rio de Janeiro        | Rio de Janeiro     |
| Zico                   | 55.012 | PSD     | 0,77 %      | 23.319 votos  | Rio de Janeiro        | Rio de Janeiro     |
| Poubel                 | 22.622 | PL      | 0,70 %      | 21.379 votos  | São Gonçalo           | Rio de Janeiro     |
| Marcio Santos          | 43.111 | PV      | 0,70 %      | 21.122 votos  | Rio de Janeiro        | Rio de Janeiro     |
| Vitor Hugo             | 15.016 | MDB     | 0,68 %      | 20.660 votos  | Rio de Janeiro        | Rio de Janeiro     |
| Tânia Bastos           | 10.999 | REP     | 0,67 %      | 20.424 votos  | Aracaju               | Sergipe            |
| Talita Galhardo        | 45.001 | PSDB    | 0,67 %      | 20.352 votos  | Rio de Janeiro        | Rio de Janeiro     |
| Luiz Ramos Filho       | 55.019 | PSD     | 0,67 %      | 20.237 votos  | Rio de Janeiro        | Rio de Janeiro     |
| Welington Dias         | 12.777 | PDT     | 0,66 %      | 20.147 votos  | Rio de Janeiro        | Rio de Janeiro     |
| William Siri           | 50.222 | PSOL    | 0,65 %      | 19.872 votos  | Rio de Janeiro        | Rio de Janeiro     |
| Jorge Canella          | 44.123 | UNIÃO   | 0,64 %      | 19.353 votos  | São Cristóvão         | Rio de Janeiro     |
| Átila Nunes            | 55.055 | PSD     | 0,63 %      | 19.191 votos  | Rio de Janeiro        | Rio de Janeiro     |
| Inaldo Silva           | 10.567 | REP     | 0,63 %      | 19.116 votos  | Araçagi               | Paraíba            |
| Willian Coelho         | 27.040 | DC      | 0,62 %      | 18.777 votos  | Rio de Janeiro        | Rio de Janeiro     |
| Flávio Valle           | 55.021 | PSD     | 0,61 %      | 18.613 votos  | Rio de Janeiro        | Rio de Janeiro     |
| Jair Da Mendes Gomes   | 25.888 | PRD     | 0,61 %      | 18.509 votos  | Tocantins             | Minas Gerais       |
| Thais Ferreira         | 50.010 | PSOL    | 0,57 %      | 17.206 votos  | Rio de Janeiro        | Rio de Janeiro     |
| Tatiana Roque          | 40.123 | PSB     | 0,56 %      | 16.957 votos  | Rio de Janeiro        | Rio de Janeiro     |
| Renato Moura           | 15.500 | MDB     | 0,54 %      | 16.278 votos  | Rio de Janeiro        | Rio de Janeiro     |
| Marcos Dias            | 20.000 | PODE    | 0,53 %      | 16.209 votos  | Rio de Janeiro        | Rio de Janeiro     |
| Dr. Rogerio Amorim     | 22.777 | PL      | 0,53 %      | 16.081 votos  | Rio de Janeiro        | Rio de Janeiro     |
| Paulo Messina          | 22.123 | PL      | 0,53 %      | 15.977 votos  | Rio de Janeiro        | Rio de Janeiro     |
| Fabio Silva            | 20.669 | PODE    | 0,52 %      | 15.846 votos  | Rio de Janeiro        | Rio de Janeiro     |
| Pedro Duarte           | 30.300 | NOVO    | 0,51 %      | 15.404 votos  | Duque de Caxias       | Rio de Janeiro     |
| Felipe Pires           | 13.620 | PT      | 0,50 %      | 15.136 votos  | Rio de Janeiro        | Rio de Janeiro     |
| Maíra Do MST           | 13.713 | PT      | 0,48 %      | 14.667 votos  | Rio de Janeiro        | Rio de Janeiro     |
| Fernando Armelau       | 22.322 | PL      | 0,48 %      | 14.415 votos  | Campos dos Goytacazes | Rio de Janeiro     |
| Rodrigo Vizeu          | 15.000 | MDB     | 0,47 %      | 14.351 votos  | Rio de Janeiro        | Rio de Janeiro     |
| Rafael Satiê           | 22.377 | PL      | 0,45 %      | 13.582 votos  | Rio de Janeiro        | Rio de Janeiro     |
| Gigi Castilho          | 10.444 | REP     | 0,44 %      | 13.492 votos  | Rio de Janeiro        | Rio de Janeiro     |
| Leonel De Esquerda     | 13.012 | PT      | 0,44 %      | 13.325 votos  | Rio de Janeiro        | Rio de Janeiro     |
| Dr Gilberto            | 77.123 | SD      | 0,44 %      | 13.312 votos  | Rio de Janeiro        | Rio de Janeiro     |
| Diego Faro             | 22.010 | PL      | 0,42 %      | 12.675 votos  | Rio de Janeiro        | Rio de Janeiro     |